# Jasmin Figueroa
Jasmin Figueroa, filipinska lokostrelka, * 20. marec 1985.
Sodelovala je na lokostrelskem delu poletnih olimpijskih igrah leta 2004, kjer je osvojila 27. mesto v individualni konkurenci.